# Success (Dannii Minogue-dal)
A Success (más néven „$ucce$$”) egy dance-pop dal az ausztrál énekesnő Dannii Minogue előadásában, mely 1990. szeptember 3-án jelent meg első Love and Kisses című debütáló albumáról. A dalt Minogue és Alvin Moody írta. A dal a második kislemez volt Ausztráliában, mely 1990 szeptemberében jelent meg, azonban újrakeverték, és 1991 májusában jelent meg az Egyesült Királyságban. A dal szövege a híresség csúcsait és mélypontjait tárgyalja. A dal Ausztráliában, Írországban, és az Egyesült Királyságban Top 40-es helyezést ért el. Minogue a dalt a The Royal Variety Showműsorban adta elő amelyen részt vett II. Erzsébet brit királynő is.

## Előzmények
Hat hónappal azután, hogy Minogue aláírt egy lemezszerződést az ausztrál Mushroom Records-szal, New York-ba utazott, hogy elkezdje a dalok felvételét debütáló albumához. Az Egyesült Államokban Alvin Moody és Vincent Bell producerekkel együtt dolgozott. A Brooklynban található stúdiónál több lövöldözés is történt, és ez  megnehezítette Minogue számára, hogy eljusson a stúdióba, mivel a taxisofőrök nem akarták odavinni. Minogue a New York-i felvétel élményét "félelmetesnek" és "rémísztőnek" találta. Minogue az R&B hatások miatt választotta az Egyesült Államokat a dalok felvételére, mivel nem akarta, hogy úgy szóljon az album, mint az összes többi poplemez Ausztráliában abban az időben.

## Kritikák
John Lucas (AllMusic) a dalt "meglehetősen keltezettnek" nevezte, és azt mondta, hogy a törekvő dalszövegek mint valami albatrosz vannak jelen, mivel küzd, hogy elérje nővére, Kylie karrierjének lendületét. Larry Flick a Billboard munkatárs a következőket írta: "Aussie Viyen egy amerikai klubslágere még egy ütést vág egy beat-okos pop/house édességgel". Dicsérte Minogue dögös előadásmódját és a dal stílusát is. Caroline Sullivan a Smash Hits-től azt mondta: "Egy kis groovy, egy kis ütem, mint valami kiváló Janet Jackson szám. A táncos videó segít az énekesnővel repülni, ami ettől lesz zseniális".
Minogue azt akarta, hogy a videó az ausztrál éjszakai élet szórakozóhelyeiről származó vizuális ötleteket tartalmazzon. A videó előkészítése közben látta, hogy ezek a zseniális gyerekek milyen jól táncolnak, és felkérte őket, hogy szerepeljenek a videoklipben. A video először 1996-ban került kereskedelmi forgalomban a The Videos című VHS-en, majd 2006-ban DVD-n is, mely a The Hits & Beyond címet kapta.

## Slágerlistás helyezések
A "Success" hivatalosan 1990. szeptember 3-án jelent meg Ausztráliában. Az ARIA kislemezlista 51. helyén debütált az 1990. szeptember 16-én végződő héten. A dal ötödik hetében érte el a 28. helyet a listán, és 11 hetet töltött a Top 100-ban.
Az Egyesült Királyságban a dal 1991. május 6-án jelent meg, és a 21. helyen debütált a brit kislemezlistán. Két héttel később a dal elérte a 11. csúcsot, majd egymást követő három hétig volt ezen a helyen. Írországban a dal a 15. helyezett volt az ír kislemezlistán.

## Videoklip
A "Success" klipjét Paul Goldman és Craig Griffin rendezte, melyet Ausztráliában forgattak. A videóban Minogue táncol és sminkelteti magát. A klip azzal kezdődik, hogy Minogue egy stúdióban táncol négy férfi táncossal. Ezután egy piros háttér előtt táncol egyedül. A klipben látható még egy bokszolónak öltözött fiatal fiú és a táncosok, akik a gyakorló jelenetei közben közbevágnak.

## Formátum és számlisták
| Ausztrál 7-inch kislemez és kazetta single 1. "Success" 2. "Success" (Instrumental) Ausztrál maxi-kazetta single 1. "Success" (Filthy Lucre mix) 2. "Success" (Rich'n'Real mix) 3. "Success" (Expensive mix) 4. "Success" (instrumental) Ausztrál CD single 1. "Success" 2. "Success" (instrumental) 3. "Success" (Filthy Lucre mix) 4. "Success" (Rich'n'Real mix) 5. "Success" (Expensive mix) | Ausztrál 12-inch bakelit 1. "Success" (Filthy Lucre mix) 2. "Success" (Rich'n'Real mix) 3. "Success" (instrumental) UK CD single 1. "Success" 2. "Success" (12-inch version) 3. "Success" (Funky Tony dub) |

## Slágerlista
| Slágerlista (1990–1991)               | Legjobb helyezések |
| Ausztrália (ARIA)                     | 28                 |
| Belgium (Ultratop 50 Flanders)        | 41                 |
| Europe (Eurochart Hot 100)            | 38                 |
| Írország (IRMA)                       | 15                 |
| Egyesült Királyság (UK Singles Chart) | 11                 |

## Megjelenések
| Ország             | Dátum               | Formátum(ok)                        | Label(s) | Ref.   |
| ------------------ | ------------------- | ----------------------------------- | -------- | ------ |
| Ausztrália         | 1990. szeptember 3. | CD                                  | Mushroom |        |
| Egyesült Királyság | 1991. május 7.      | 7-inch vinyl 12-inch vinyl cassette | MCA      |        |
| Japán              | 1991. július 21.    | Mini-CD                             | Alfa     | [ 10 ] |